# A Dél-afrikai Köztársaság az 1992. évi nyári olimpiai játékokon
Dél-afrikai Köztársaság a spanyolországi Barcelonában megrendezett 1992. évi nyári olimpiai játékok egyik részt vevő nemzete volt. Az országot az olimpián 19 sportágban 93 sportoló képviselte, akik összesen 2 érmet szereztek.

## Érmesek
| Érem  | Versenyző                  | Sportág  | Versenyszám  |
| ----- | -------------------------- | -------- | ------------ |
| Ezüst | Elena Meyer                | Atlétika | Női 10 000 m |
| Ezüst | Wayne Ferreira Piet Norval | Tenisz   | Férfi páros  |

## Asztalitenisz
Férfi
| Versenyző              | Versenyszám | Csoportkör                                                                                  | Csoportkör | Nyolcaddöntő      | Negyeddöntő       | Elődöntő          | Döntő             | Helyezés |
| Versenyző              | Versenyszám | Ellenfél Eredmény                                                                           | Hely.      | Ellenfél Eredmény | Ellenfél Eredmény | Ellenfél Eredmény | Ellenfél Eredmény | Helyezés |
| ---------------------- | ----------- | ------------------------------------------------------------------------------------------- | ---------- | ----------------- | ----------------- | ----------------- | ----------------- | -------- |
| Louis Christiaan Botha | Egyes       | D csoport · Andrzej Grubba (POL) · 0-2 · Cláudio Kano (BRA) · 0-2 · Roland Vími (TCH) · 0-2 | 4.         | kiesett           | kiesett           | kiesett           | kiesett           | 49.      |

Női
| Versenyző      | Versenyszám | Csoportkör                                                                                                 | Csoportkör | Nyolcaddöntő      | Negyeddöntő       | Elődöntő          | Döntő             | Helyezés |
| Versenyző      | Versenyszám | Ellenfél Eredmény                                                                                          | Hely.      | Ellenfél Eredmény | Ellenfél Eredmény | Ellenfél Eredmény | Ellenfél Eredmény | Helyezés |
| -------------- | ----------- | --- | ---------- | ----------------- | ----------------- | ----------------- | ----------------- | -------- |
| Cheryl Roberts | Egyes       | B csoport · Csiao Hung (Qiao Hong) (CHN) · 0-2 · Alessia Arisi (ITA) · 0-2 · Elke Schall-Wosik (GER) · 0-2 | 4.         | kiesett           | kiesett           | kiesett           | kiesett           | 49.      |

## Atlétika
Férfi
| Versenyző            | Versenyszám    | Előfutam | Előfutam | Előfutam | Negyeddöntő      | Negyeddöntő      | Negyeddöntő      | Elődöntő | Elődöntő | Elődöntő | Döntő         | Döntő         |
| Versenyző            | Versenyszám    | Idő      | Hely.    | Össz.    | Idő              | Hely.            | Össz.            | Idő      | Hely.    | Össz.    | Idő           | Helyezés      |
| -------------------- | -------------- | -------- | -------- | -------- | ---------------- | ---------------- | ---------------- | -------- | -------- | -------- | ------------- | ------------- |
| Abel Tshaka Nzimande | 200 m          | 21,43    | 4.       | 39.      | nem állt rajthoz | nem állt rajthoz | nem állt rajthoz | kiesett  | kiesett  | kiesett  | kiesett       | kiesett       |
| Bobang Phiri         | 400 m          | 45,57    | 2.       | 9.       | 45,27            | 3.               | 9.*              | 45,59    | 7.       | 12.*     | kiesett       | kiesett       |
| Xolile Yawa          | 10 000 m       | 28:28,78 | 7.       | 18.      |                  |                  |                  |          |          |          | 28:37,18      | 13.           |
| Dries Vorster        | 400 m gát      | 49,75    | 4.       | 23.      |                  |                  |                  | kiesett  | kiesett  | kiesett  | kiesett       | kiesett       |
| Whaddon Niewoudt     | 3000 m akadály | 8:30,61  | 7.       | 18.      |                  |                  |                  | 8:37,99  | 10.      | 19.      | kiesett       | kiesett       |
| Abel Mokibe          | Maraton        |          |          |          |                  |                  |                  |          |          |          | 2:17:24       | 25.           |
| Zithulele Sinque     | Maraton        |          |          |          |                  |                  |                  |          |          |          | nem ért célba | nem ért célba |
| Jan Tau              | Maraton        |          |          |          |                  |                  |                  |          |          |          | nem ért célba | nem ért célba |

Női
| Versenyző          | Versenyszám | Előfutam | Előfutam | Előfutam | Negyeddöntő | Negyeddöntő | Negyeddöntő | Elődöntő | Elődöntő | Elődöntő | Döntő         | Döntő         |
| Versenyző          | Versenyszám | Idő      | Hely.    | Össz.    | Idő         | Hely.       | Össz.       | Idő      | Hely.    | Össz.    | Idő           | Helyezés      |
| ------------------ | ----------- | -------- | -------- | -------- | ----------- | ----------- | ----------- | -------- | -------- | -------- | ------------- | ------------- |
| Marcel Winkler     | 100 m       | 12,01    | 6.       | 40.      | kiesett     | kiesett     | kiesett     | kiesett  | kiesett  | kiesett  | kiesett       | kiesett       |
| Elinda Vorster     | 100 m       | 11,45    | 3.       | 13.*     | 11,44       | 4.          | 14.         | 11,44    | 6.       | 11.      | kiesett       | kiesett       |
| Elinda Vorster     | 200 m       | 23,14    | 2.       | 11.      | 22,99       | 3.          | 16.         | 23,08    | 7.       | 14.      | kiesett       | kiesett       |
| Zola Budd-Pieterse | 3000 m      | 9:07,10  | 9.       | 25.      |             |             |             |          |          |          | kiesett       | kiesett       |
| Elana Meyer        | 10 000 m    | 32:05,45 | 2.       | 4.       |             |             |             |          |          |          | 31:11,75      |               |
| Myrtle Bothma      | 400 m gát   | 55,60    | 3.       | 9.       |             |             |             | 54,53    | 4.       | 6.       | nem ért célba | nem ért célba |
| Colleen de Reuck   | Maraton     |          |          |          |             |             |             |          |          |          | 2:39:03       | 9.            |

| Versenyző         | Versenyszám | Selejtező | Selejtező | Döntő    | Döntő    |
| Versenyző         | Versenyszám | Eredmény  | Helyezés  | Eredmény | Helyezés |
| ----------------- | ----------- | --------- | --------- | -------- | -------- |
| Charmaine Weavers | Magasugrás  | 175 cm    | 39.       | kiesett  | kiesett  |
| Karen Botha       | Távolugrás  | 643 cm    | 17.       | kiesett  | kiesett  |

* - egy másik versenyzővel azonos időt ért el

## Birkózás
Szabadfogású
| Versenyző          | Versenyszám | Csoportkör                                                                    | Csoportkör | Helyosztók        | Helyosztók        | Helyosztók        | Bronz- mérkőzés   | Döntő             | Helyezés    |
| Versenyző          | Versenyszám | Csoportkör                                                                    | Csoportkör | 9. helyért        | 7. helyért        | 5. helyért        | Bronz- mérkőzés   | Döntő             | Helyezés    |
| Versenyző          | Versenyszám | Ellenfél Eredmény                                                             | Hely.      | Ellenfél Eredmény | Ellenfél Eredmény | Ellenfél Eredmény | Ellenfél Eredmény | Ellenfél Eredmény | Helyezés    |
| ------------------ | ----------- | ----------------------------------------------------------------------------- | ---------- | ----------------- | ----------------- | ----------------- | ----------------- | ----------------- | ----------- |
| Tjaart du Plessis  | 62 kg       | A csoport · Karsten Polky (GER) · 3-5 · İsmail Faikoğlu (TUR) · 0-9           | 11.        | kiesett           | kiesett           | kiesett           | kiesett           | kiesett           | helyezetlen |
| Barend Labuschagne | 74 kg       | A csoport · Amir Reza Khadem Azgadhi (IRI) · 0-10 · Hara Josihiko (JPN) · 1-7 | 8.         | kiesett           | kiesett           | kiesett           | kiesett           | kiesett           | helyezetlen |
| Johan Rossouw      | 100 kg      | B csoport · Miroszlav Makaveev (BUL) · 5-6 · Leri Habelov (EUN) · 1-8         | 7.         | kiesett           | kiesett           | kiesett           | kiesett           | kiesett           | helyezetlen |

## Evezés
Férfi
| Versenyző | Versenyszám | Előfutam | Előfutam | Vigaszág | Vigaszág | Elődöntő | Elődöntő | Elődöntő | Döntő | Döntő   | Döntő | Helyezés |
| Versenyző | Versenyszám | Idő      | Hely.    | Idő      | Hely.    | Típus    | Idő      | Hely.    | Típus | Idő     | Hely. | Helyezés |
| --- | ----------- | -------- | -------- | -------- | -------- | -------- | -------- | -------- | ----- | ------- | ----- | -------- |
| Martin Walsh Rogan Clarke Grant Hillary Andrew Gordon-Brown Erich Mauff Timothy Lahner Robin McCall Ivan Pentz Andrew Lonmon-Davis (kormányos) | Nyolcas     | 5:37,83  | 3.       |          |          | A/B      | 5:45,13  | 5.       | B     | 5:42,58 | 2.    | 8.       |

## Íjászat
Férfi
| Versenyző    | Versenyszám | Selejtező | Selejtező | Selejtező | Selejtező | Selejtező | Selejtező | Selejtező | Selejtező | Selejtező | Selejtező | Kieséses szakasz  | Kieséses szakasz  | Kieséses szakasz  | Kieséses szakasz  | Kieséses szakasz  | Helyezés |
| Versenyző    | Versenyszám | 30 m      | 30 m      | 50 m      | 50 m      | 70 m      | 70 m      | 90 m      | 90 m      | Pont      | Hely.     | 32-es főtábla     | Nyolcaddöntő      | Negyeddöntő       | Elődöntő          | Döntő             | Helyezés |
| Versenyző    | Versenyszám | Pont      | Hely.     | Pont      | Hely.     | Pont      | Hely.     | Pont      | Hely.     | Pont      | Hely.     | Ellenfél Eredmény | Ellenfél Eredmény | Ellenfél Eredmény | Ellenfél Eredmény | Ellenfél Eredmény | Helyezés |
| ------------ | ----------- | --------- | --------- | --------- | --------- | --------- | --------- | --------- | --------- | --------- | --------- | ----------------- | ----------------- | ----------------- | ----------------- | ----------------- | -------- |
| Malcolm Todd | Egyéni      | 340       | 53.       | 267       | 74.       | 308       | 61.       | 273       | 57.       | 1188      | 68.       | kiesett           | kiesett           | kiesett           | kiesett           | kiesett           | 68.      |

Női
| Versenyző    | Versenyszám | Selejtező | Selejtező | Selejtező | Selejtező | Selejtező | Selejtező | Selejtező | Selejtező | Selejtező | Selejtező | Kieséses szakasz  | Kieséses szakasz  | Kieséses szakasz  | Kieséses szakasz  | Kieséses szakasz  | Helyezés |
| Versenyző    | Versenyszám | 30 m      | 30 m      | 50 m      | 50 m      | 60 m      | 60 m      | 70 m      | 70 m      | Pont      | Hely.     | 32-es főtábla     | Nyolcaddöntő      | Negyeddöntő       | Elődöntő          | Döntő             | Helyezés |
| Versenyző    | Versenyszám | Pont      | Hely.     | Pont      | Hely.     | Pont      | Hely.     | Pont      | Hely.     | Pont      | Hely.     | Ellenfél Eredmény | Ellenfél Eredmény | Ellenfél Eredmény | Ellenfél Eredmény | Ellenfél Eredmény | Helyezés |
| ------------ | ----------- | --------- | --------- | --------- | --------- | --------- | --------- | --------- | --------- | --------- | --------- | ----------------- | ----------------- | ----------------- | ----------------- | ----------------- | -------- |
| Rieta Schenk | Egyéni      | 332       | 48.       | 293       | 51.       | 292       | 59.       | 267       | 57.       | 1184      | 56.       | kiesett           | kiesett           | kiesett           | kiesett           | kiesett           | 56.      |

## Kajak-kenu

### Síkvízi
Férfi
| Versenyző                                                | Versenyszám         | Előfutam | Előfutam | Előfutam | Vigaszág | Vigaszág | Vigaszág | Elődöntő | Elődöntő | Elődöntő | Döntő   | Döntő    |
| Versenyző                                                | Versenyszám         | Idő      | Hely.    | Össz.    | Idő      | Hely.    | Össz.    | Idő      | Hely.    | Össz.    | Idő     | Helyezés |
| -------------------------------------------------------- | ------------------- | -------- | -------- | -------- | -------- | -------- | -------- | -------- | -------- | -------- | ------- | -------- |
| Willem van Riet                                          | Kajak egyes 500 m   | 1:47,98  | 5.       | 21.      | 1:46,33  | 4.       | 14.      | kiesett  | kiesett  | kiesett  | kiesett | kiesett  |
| Mark Perrow                                              | Kajak egyes 1000 m  | 3:45,29  | 5.       | 18.      | 3:36,13  | 2.       | 8.       | 3:40,20  | 7.       | 13.      | kiesett | kiesett  |
| Herman Kotze Bennie Reynders                             | Kajak kettes 500 m  | 1:37,44  | 4.       | 16.      | 1:36,50  | 5.       | 15.      | kiesett  | kiesett  | kiesett  | kiesett | kiesett  |
| Willem van Riet Barry Hayward                            | Kajak kettes 1000 m | 3:29,38  | 6.       | 19.      | 3:24,15  | 4.       | 13.      | kiesett  | kiesett  | kiesett  | kiesett | kiesett  |
| Mark Perrow Herman Kotze Bennie Reynders Oscar Chalupsky | Kajak négyes 1000 m | 3:06,36  | 5.       | 16.      |          |          |          | 3:10,82  | 8.       | 16.      | kiesett | kiesett  |

Női
| Versenyző                    | Versenyszám        | Előfutam | Előfutam | Előfutam | Elődöntő | Elődöntő | Elődöntő | Döntő   | Döntő    |
| Versenyző                    | Versenyszám        | Idő      | Hely.    | Össz.    | Idő      | Hely.    | Össz.    | Idő     | Helyezés |
| ---------------------------- | ------------------ | -------- | -------- | -------- | -------- | -------- | -------- | ------- | -------- |
| Dene Simpson                 | Kajak egyes 500 m  | 2:06,62  | 7.       | 16.      | 2:02,42  | 8.       | 16.      | kiesett | kiesett  |
| Lesley Carstens Dene Simpson | Kajak kettes 500 m | 1:52,92  | 5.       | 17.      | 1:54,80  | 9.       | 18.      | kiesett | kiesett  |

### Szlalom
Férfi
| Versenyző      | Versenyszám | Döntő    | Döntő    | Döntő    | Döntő    | Döntő         | Helyezés |
| Versenyző      | Versenyszám | 1. futam | 1. futam | 2. futam | 2. futam | Jobb eredmény | Helyezés |
| Versenyző      | Versenyszám | Pont     | Hely.    | Pont     | Hely.    | Pont          | Helyezés |
| -------------- | ----------- | -------- | -------- | -------- | -------- | ------------- | -------- |
| Corran Addison | Kajak egyes | 157,63   | 37.      | 150,71   | 34.      | 150,71        | 38.      |
| Alick Rennie   | Kajak egyes | 126,79   | 31.      | 198,12   | 39.      | 126,79        | 36.      |
| Gary Wade      | Kajak egyes | 270,61   | 41.      | 162,93   | 36.      | 162,93        | 40.      |

## Kerékpározás

### Országúti kerékpározás
Férfi
| Versenyző        | Versenyszám   | Idő             | Helyezés      |
| ---------------- | ------------- | --------------- | ------------- |
| Wayne Burgess    | Mezőnyverseny | nem ért célba   | nem ért célba |
| Malcolm Lange    | Mezőnyverseny | nem ért célba   | nem ért célba |
| Scott Richardson | Mezőnyverseny | 4:58:25(+23:04) | 81.           |

Női
| Versenyző     | Versenyszám   | Idő             | Helyezés |
| ------------- | ------------- | --------------- | -------- |
| Jackie Martin | Mezőnyverseny | 2:15:42(+11:00) | 46.      |

### Pálya-kerékpározás
Sprintversenyek
| Versenyző  | Versenyszám  | Selejtező | Selejtező | 1. forduló                                             | 1. forduló | Vigaszág selejtező           | Vigaszág selejtező | Vigaszág döntő       | Vigaszág döntő | 2. forduló             | 2. forduló | Vigaszág             | Vigaszág | Negyeddöntő          | 5–8. helyért           | 5–8. helyért | Elődöntő             | Döntő                | Helyezés    |
| Versenyző  | Versenyszám  | Idő       | Hely.     | Ellenfelek Győztes idő                                 | Hely.      | Ellenfél Győztes idő         | Hely.              | Ellenfél Győztes idő | Hely.          | Ellenfelek Győztes idő | Hely.      | Ellenfél Győztes idő | Hely.    | Ellenfél Győztes idő | Ellenfelek Győztes idő | Hely.        | Ellenfél Győztes idő | Ellenfél Győztes idő | Helyezés    |
| ---------- | ------------ | --------- | --------- | ------------------------------------------------------ | ---------- | ---------------------------- | ------------------ | -------------------- | -------------- | ---------------------- | ---------- | -------------------- | -------- | -------------------- | ---------------------- | ------------ | -------------------- | -------------------- | ----------- |
| Sean Bloch | Férfi egyéni | 12,186    | 22.       | Frédéric Magné (FRA) · Jaroslav Jeřábek (TCH) · 11,230 | 3.         | Ainārs Ķiksis (LAT) · 11,327 | 2.                 | kiesett              | kiesett        | kiesett                | kiesett    | kiesett              | kiesett  | kiesett              | kiesett                | kiesett      | kiesett              | kiesett              | helyezetlen |

Üldözőversenyek
| Versenyző     | Versenyszám                | Selejtező | Selejtező | Negyeddöntő  | Negyeddöntő | Negyeddöntő | Elődöntő     | Elődöntő  | Elődöntő | Döntő        | Döntő     | Helyezés    |
| Versenyző     | Versenyszám                | Idő       | Hely.     | Ellenfél Idő | Saját idő   | Hely.       | Ellenfél Idő | Saját idő | Hely.    | Ellenfél Idő | Saját idő | Helyezés    |
| ------------- | -------------------------- | --------- | --------- | ------------ | ----------- | ----------- | ------------ | --------- | -------- | ------------ | --------- | ----------- |
| Malcolm Lange | Férfi egyéni üldözőverseny | lekörözve | lekörözve | kiesett      | kiesett     | kiesett     | kiesett      | kiesett   | kiesett  | kiesett      | kiesett   | helyezetlen |

Időfutam
| Versenyző  | Versenyszám           | Idő      | Helyezés |
| ---------- | --------------------- | -------- | -------- |
| Sean Bloch | Férfi egyéni időfutam | 1:10,145 | 26.      |

Pontversenyek
| Versenyző        | Versenyszám       | Selejtező | Selejtező     | Selejtező     | Selejtező     | Döntő     | Döntő   | Helyezés |
| Versenyző        | Versenyszám       | Csoport   | lekörözés     | Pont          | Hely.         | lekörözés | Pont    | Helyezés |
| ---------------- | ----------------- | --------- | ------------- | ------------- | ------------- | --------- | ------- | -------- |
| Scott Richardson | Férfi pontverseny | A         | nem ért célba | nem ért célba | nem ért célba | kiesett   | kiesett | kiesett  |

## Lovaglás
Díjugratás
| Versenyző    | Ló    | Versenyszám | Selejtező | Selejtező | Selejtező | Selejtező | Selejtező | Selejtező | Selejtező  | Selejtező  | Döntő   | Döntő   | Döntő   | Döntő   | Végeredmény | Végeredmény |
| Versenyző    | Ló    | Versenyszám | 1. kör    | 1. kör    | 2. kör    | 2. kör    | 2. kör    | 3. kör    | Összesítés | Összesítés | 1. kör  | 1. kör  | 2. kör  | 2. kör  | Végeredmény | Végeredmény |
| Versenyző    | Ló    | Versenyszám | Pont      | Hely.     | Pont      | Össz.     | Hely.     | Pont      | Pont       | Hely.      | Bünt.   | Hely.   | Bünt.   | Hely.   | Pont/Bünt   | Helyezés    |
| ------------ | ----- | ----------- | --------- | --------- | --------- | --------- | --------- | --------- | ---------- | ---------- | ------- | ------- | ------- | ------- | ----------- | ----------- |
| Gonda Betrix | Tommy | Egyéni      | 10,00     | 78.       | 17,00     | 27,00     | 77.       |           | 27,00      | 79.        | kiesett | kiesett | kiesett | kiesett | 27,00       | 79.         |
| Peter Gotz   | Didi  | Egyéni      | 64,50     | 23.       | 56,00     | 120,50    | 24.       | 84,50     | 205,00     | 6.         | 20,25   | 35.     | kiesett | kiesett | 20,25       | 35.         |

Lovastusa
| Versenyző    | Ló          | Versenyszám | Díjlovaglás | Díjlovaglás | Tereplovaglás | Tereplovaglás | Tereplovaglás | Díjugratás | Díjugratás | Végeredmény | Végeredmény |
| Versenyző    | Ló          | Versenyszám | Bünt.       | Hely.       | Bünt.         | Hely.         | Össz.         | Bünt.      | Hely.      | Bünt.       | Helyezés    |
| ------------ | ----------- | ----------- | ----------- | ----------- | ------------- | ------------- | ------------- | ---------- | ---------- | ----------- | ----------- |
| David Rissik | Schiroubles | Egyéni      | 93,00       | 81.         | 36,80         | 10.           | 30.           | 20,25      | 53.        | 150,05      | 30.         |

## Műugrás
Férfi
| Versenyző     | Versenyszám    | Elődöntő | Elődöntő | Döntő   | Döntő    |
| Versenyző     | Versenyszám    | Pont     | Helyezés | Pont    | Helyezés |
| ------------- | -------------- | -------- | -------- | ------- | -------- |
| Craig Vaughan | Egyéni műugrás | 297,51   | 30.      | kiesett | kiesett  |

## Ökölvívás
| Versenyző          | Versenyszám | Selejtező                 | Nyolcaddöntő      | Negyeddöntő       | Elődöntő          | Döntő             | Helyezés |
| Versenyző          | Versenyszám | Ellenfél Eredmény         | Ellenfél Eredmény | Ellenfél Eredmény | Ellenfél Eredmény | Ellenfél Eredmény | Helyezés |
| ------------------ | ----------- | ------------------------- | ----------------- | ----------------- | ----------------- | ----------------- | -------- |
| Khela Fana Rhwala  | Papírsúly   | Rafael Lozano (ESP) · 0-9 | kiesett           | kiesett           | kiesett           | kiesett           | 17.      |
| Giovanni Pretorius | Váltósúly   | Sören Antman (SWE) · RSC  | kiesett           | kiesett           | kiesett           | kiesett           | 17.      |

RSC - a játékvezető megállította a mérkőzést

## Öttusa
| Versenyző      | Versenyszám | Vívás    | Vívás | Vívás | Úszás  | Úszás | Úszás | Lövészet | Lövészet | Lövészet | Futás   | Futás | Futás | Lovaglás | Lovaglás | Lovaglás | Összesen    | Összesen |
| Versenyző      | Versenyszám | Pontszám | Pont  | Hely. | Idő    | Pont  | Hely. | Eredmény | Pont     | Hely.    | Idő     | Pont  | Hely. | Idő      | Pont     | Hely.    | Összes pont | Helyezés |
| -------------- | ----------- | -------- | ----- | ----- | ------ | ----- | ----- | -------- | -------- | -------- | ------- | ----- | ----- | -------- | -------- | -------- | ----------- | -------- |
| Trevor Strydom | Egyéni      | 17-48    | 507   | 64.   | 3:30,1 | 1192  | 46.   | 192      | 1150     | 5.*      | 14:28,2 | 961   | 56.   | 1:30,9   | 1010     | 21.      | 4820        | 50.      |

* - egy másik versenyzővel azonos eredményt ért el

## Sportlövészet
Férfi
| Versenyző     | Versenyszám       | Selejtező | Selejtező | Döntő   | Döntő    |
| Versenyző     | Versenyszám       | Pont      | Helyezés  | Pont    | Helyezés |
| ------------- | ----------------- | --------- | --------- | ------- | -------- |
| Manfred Fiess | Sportpuska, fekvő | 588       | 43.**     | kiesett | kiesett  |

Nyílt
| Versenyző     | Versenyszám | Selejtező | Selejtező | Elődöntő | Elődöntő | Döntő   | Döntő    |
| Versenyző     | Versenyszám | Pont      | Helyezés  | Pont     | Helyezés | Pont    | Helyezés |
| ------------- | ----------- | --------- | --------- | -------- | -------- | ------- | -------- |
| Corné Bornman | Trap        | 127       | 52.*      | kiesett  | kiesett  | kiesett | kiesett  |

* - egy másik versenyzővel azonos eredményt ért el

** - négy másik versenyzővel azonos eredményt ért el

## Súlyemelés
| Versenyző    | Versenyszám | Szakítás | Szakítás | Lökés    | Lökés    | Összesen | Helyezés |
| Versenyző    | Versenyszám | Eredmény | Helyezés | Eredmény | Helyezés | Összesen | Helyezés |
| ------------ | ----------- | -------- | -------- | -------- | -------- | -------- | -------- |
| Pieter Smith | 82,5 kg     | 120,0    | 28.      | 150,0    | 26.      | 270,0    | 27.      |

## Szinkronúszás
| Versenyző                    | Versenyszám | Selejtező           | Selejtező           | Selejtező       | Selejtező  | Selejtező  | Döntő           | Döntő      | Helyezés |
| Versenyző                    | Versenyszám | Technikai gyakorlat | Technikai gyakorlat | Zenés gyakorlat | Összesítés | Összesítés | Zenés gyakorlat | Összesítés | Helyezés |
| Versenyző                    | Versenyszám | Pont                | Hely.               | Pont            | Pont       | Hely.      | Pont            | Pont       | Helyezés |
| ---------------------------- | ----------- | ------------------- | ------------------- | --------------- | ---------- | ---------- | --------------- | ---------- | -------- |
| Amanda Taylor                | Egyéni      | 75,821              | 49.                 | kiesett         | kiesett    | kiesett    | kiesett         | kiesett    | kiesett  |
| Loren Wulfsohn               | Egyéni      | 72,633              | 50.                 | kiesett.        | kiesett.   | kiesett.   | kiesett.        | kiesett.   | kiesett. |
| Amanda Taylor Loren Wulfsohn | Páros       | 74,227              | 17.                 | 78,160          | 152,387    | 17.        | kiesett         | kiesett    | 17.      |

## Tenisz
Férfi
| Versenyző                  | Versenyszám | 64-es főtábla                                   | 32-es főtábla                                                            | Nyolcaddöntő                                                         | Negyeddöntő                                                  | Elődöntő                                                                           | Döntő                                                                           | Helyezés |
| Versenyző                  | Versenyszám | Ellenfél Eredmény                               | Ellenfél Eredmény                                                        | Ellenfél Eredmény                                                    | Ellenfél Eredmény                                            | Ellenfél Eredmény                                                                  | Ellenfél Eredmény                                                               | Helyezés |
| -------------------------- | ----------- | ----------------------------------------------- | ------------------------------------------------------------------------ | -------------------------------------------------------------------- | ------------------------------------------------------------ | ---------------------------------------------------------------------------------- | ------------------------------------------------------------------------------- | -------- |
| Wayne Ferreira             | Egyes       | Christo van Rensburg (RSA) · 7-5, 6-2, 2-6, 6-4 | Marc Rosset (SUI) · 4-6, 0-6, 2-6                                        | kiesett                                                              | kiesett                                                      | kiesett                                                                            | kiesett                                                                         | 17.      |
| Christo van Rensburg       | Egyes       | Wayne Ferreira (RSA) · 5-7, 2-6, 6-2, 4-6       | kiesett                                                                  | kiesett                                                              | kiesett                                                      | kiesett                                                                            | kiesett                                                                         | 33.      |
| Wayne Ferreira Piet Norval | Páros       |                                                 | Norvégia (NOR) · Bent Ove Pedersen · Christian Ruud · 6-2, 6-4, 5-7, 6-3 | Kanada (CAN) · Brian Gyetko · Sébastien LeBlanc · 6-3, 7-6(7-4), 6-4 | Románia (ROU) · George Cosac · Dinu Pescariu · 6-0, 6-3, 6-2 | Horvátország (CRO) · Goran Ivanišević · Goran Prpić · 7-6(7-5), 3-6, 6-3, 2-6, 6-2 | Németország (GER) · Boris Becker · Michael Stich · 6-7(5-7), 6-4, 6-7(5-7), 3-6 |          |

Női
| Versenyző                      | Versenyszám | 64-es főtábla                      | 32-es főtábla                                           | Nyolcaddöntő                                                           | Negyeddöntő                                                             | Elődöntő          | Döntő             | Helyezés |
| Versenyző                      | Versenyszám | Ellenfél Eredmény                  | Ellenfél Eredmény                                       | Ellenfél Eredmény                                                      | Ellenfél Eredmény                                                       | Ellenfél Eredmény | Ellenfél Eredmény | Helyezés |
| ------------------------------ | ----------- | ---------------------------------- | ------------------------------------------------------- | ---------------------------------------------------------------------- | ----------------------------------------------------------------------- | ----------------- | ----------------- | -------- |
| Amanda Coetzer                 | Egyes       | Zina Garrison (USA) · 7-5, 6-1     | Agnese Blumberga (LAT) · 6-2, 6-4                       | Conchita Martínez (ESP) · 4-6, 3-6                                     | kiesett                                                                 | kiesett           | kiesett           | 9.       |
| Mariaan de Swardt              | Egyes       | Patricia Tarabini (ARG) · 4-6, 2-6 | kiesett                                                 | kiesett                                                                | kiesett                                                                 | kiesett           | kiesett           | 33.      |
| Elna Reinach                   | Egyes       | Jennifer Capriati (USA) · 1-6, 0-6 | kiesett                                                 | kiesett                                                                | kiesett                                                                 | kiesett           | kiesett           | 33.      |
| Mariaan de Swardt Elna Reinach | Páros       |                                    | Zimbabwe (ZIM) · Sally McDonald · Julia Muir · 6-0, 6-3 | Olaszország (ITA) · Raffaella Reggi-Concato · Laura Garrone · 6-3, 6-2 | Egyesült Államok (USA) · Gigi Fernández · Mary Joe Fernández · 2-6, 4-6 | kiesett           | kiesett           | 5.       |

## Tollaslabda
| Versenyző                 | Versenyszám | Selejtező                                        | 32-es főtábla                                              | Nyolcaddöntő      | Negyeddöntő       | Elődöntő          | Döntő             | Helyezés |
| Versenyző                 | Versenyszám | Ellenfél Eredmény                                | Ellenfél Eredmény                                          | Ellenfél Eredmény | Ellenfél Eredmény | Ellenfél Eredmény | Ellenfél Eredmény | Helyezés |
| ------------------------- | ----------- | ------------------------------------------------ | ---------------------------------------------------------- | ----------------- | ----------------- | ----------------- | ----------------- | -------- |
| Anton Kriel               | Férfi egyes | Árni Þór Hallgrímson (ISL) · 8-15, 7-15          | kiesett                                                    | kiesett           | kiesett           | kiesett           | kiesett           | 33.      |
| Nico Meerholz             | Férfi egyes | Chan Kín-ngaj (Chan Kin Ngai) (HKG) · 7-15, 4-15 | kiesett                                                    | kiesett           | kiesett           | kiesett           | kiesett           | 33.      |
| Anton Kriel Nico Meerholz | Férfi páros |                                                  | Japán (JPN) · Macuno Súdzsi · Macuura Sindzsi · 4-15, 2-15 | kiesett           | kiesett           | kiesett           | kiesett           | 17.      |

## Úszás
Férfi
| Versenyző                                                 | Versenyszám            | Előfutam         | Előfutam         | Előfutam         | Döntő   | Döntő   | Döntő   | Helyezés |
| Versenyző                                                 | Versenyszám            | Idő              | Hely.            | Össz.            | Típus   | Idő     | Hely.   | Helyezés |
| --------------------------------------------------------- | ---------------------- | ---------------- | ---------------- | ---------------- | ------- | ------- | ------- | -------- |
| Darryl Cronje                                             | 50 m gyors             | 23,39            | 7.               | 22.              | kiesett | kiesett | kiesett | kiesett  |
| Peter Williams                                            | 50 m gyors             | 22,65            | 2.               | 5.               | A       | 22,50   | 4.*     | 4.*      |
| Peter Williams                                            | 100 m gyors            | nem állt rajthoz | nem állt rajthoz | nem állt rajthoz | kiesett | kiesett | kiesett | kiesett  |
| Seddon Keyter                                             | 100 m gyors            | 51,42            | 4.               | 29.              | kiesett | kiesett | kiesett | kiesett  |
| Seddon Keyter                                             | 100 m hát              | 57,94            | 6.               | 32.              | kiesett | kiesett | kiesett | kiesett  |
| Kenneth Cawood                                            | 100 m mell             | 1:04,02          | 6.               | 27.              | kiesett | kiesett | kiesett | kiesett  |
| Kenneth Cawood                                            | 200 m mell             | 2:21,88          | 4.               | 33.              | kiesett | kiesett | kiesett | kiesett  |
| Clifford Lyne                                             | 200 m mell             | 2:25,66          | 6.               | 41.              | kiesett | kiesett | kiesett | kiesett  |
| Clifford Lyne                                             | 200 m vegyes           | 2:06,62          | 1.               | 27.              | kiesett | kiesett | kiesett | kiesett  |
| Clifford Lyne                                             | 400 m vegyes           | 4:32,64          | 3.               | 24.              | kiesett | kiesett | kiesett | kiesett  |
| Craig Jackson                                             | 100 m pillangó         | 55,45            | 2.               | 26.*             | kiesett | kiesett | kiesett | kiesett  |
| Craig Jackson                                             | 200 m pillangó         | 2:02,17          | 1.               | 28.              | kiesett | kiesett | kiesett | kiesett  |
| Darryl Cronje Peter Williams Seddon Keyter Craig Jackson  | 4 × 100 m gyorsváltó   | 3:23,53          | 4.               | 11.              | kiesett | kiesett | kiesett | kiesett  |
| Seddon Keyter Kenneth Cawood Peter Williams Darryl Cronje | 4 × 100 m vegyes váltó | 3:46,86          | 5.               | 14.              | kiesett | kiesett | kiesett | kiesett  |

Női
| Versenyző                                                    | Versenyszám            | Előfutam         | Előfutam         | Előfutam         | Döntő   | Döntő   | Döntő   | Helyezés |         |
| Versenyző                                                    | Versenyszám            | Idő              | Hely.            | Össz.            | Típus   | Idő     | Hely.   | Helyezés |         |
| ------------------------------------------------------------ | ---------------------- | ---------------- | ---------------- | ---------------- | ------- | ------- | ------- | -------- | ------- |
| Marianne Kriel                                               | 50 m gyors             | 26,05            | 5.               | 10.              | B       | 26,47   | 5.      | 13.      |         |
| Marianne Kriel                                               | 100 m gyors            | 57,50            | 1.               | 20.              | kiesett | kiesett | kiesett | kiesett  |         |
| Marianne Kriel                                               | 100 m pillangó         | 1:02,49          | 2.               | 21.              | kiesett | kiesett | kiesett | kiesett  |         |
| Marianne Kriel                                               | 100 m hát              | 1:03,20          | 6.               | 12.              | B       | 1:03,12 | 2.      | 10.      |         |
| Jill Brukman                                                 | 100 m hát              | 1:04,57          | 1.               | 22.              | kiesett | kiesett | kiesett | kiesett  |         |
| Jill Brukman                                                 | 200 m hát              | 2:18,56          | 3.               | 32.              | kiesett | kiesett | kiesett | kiesett  |         |
| Jill Brukman                                                 | 200 m vegyes           | 2:23,07          | 1.               | 28.              | kiesett | kiesett | kiesett | kiesett  |         |
| Jill Brukman                                                 | 400 m vegyes           | 5:03,34          | 4.               | 27.              | kiesett | kiesett | kiesett | kiesett  |         |
| Jeanine Steenkamp                                            | 400 m vegyes           | 4:58,48          | 2.               | 25.              | kiesett | kiesett | kiesett | kiesett  |         |
| Jeanine Steenkamp                                            | 200 m pillangó         | nem állt rajthoz | nem állt rajthoz | nem állt rajthoz | kiesett | kiesett | kiesett | kiesett  | kiesett |
| Jeanine Steenkamp                                            | 400 m gyors            | 4:23,33          | 6.               | 21.              | kiesett | kiesett | kiesett | kiesett  |         |
| Jeanine Steenkamp                                            | 800 m gyors            | 8:59,62          | 7.               | 19.              | kiesett | kiesett | kiesett | kiesett  |         |
| Penelope Heyns                                               | 100 m mell             | 1:14,99          | 4.               | 33.              | kiesett | kiesett | kiesett | kiesett  |         |
| Penelope Heyns                                               | 200 m mell             | 2:45,04          | 8.               | 34.              | kiesett | kiesett | kiesett | kiesett  |         |
| Jill Brukman Penelope Heyns Jeanine Steenkamp Marianne Kriel | 4 × 100 m vegyes váltó | 4:24,28          | 6.               | 16.              | kiesett | kiesett | kiesett | kiesett  |         |

* - egy másik versenyzővel azonos időt ért el

## Vitorlázás
Férfi
| Versenyző                         | Versenyszám     | Futam  | Futam | Futam | Futam | Futam  | Futam | Futam  | Futam | Futam | Futam | Pontszám | Helyezés |
| Versenyző                         | Versenyszám     | 1      | 2     | 3     | 4     | 5      | 6     | 7      | 8     | 9     | 10    | Pontszám | Helyezés |
| --------------------------------- | --------------- | ------ | ----- | ----- | ----- | ------ | ----- | ------ | ----- | ----- | ----- | -------- | -------- |
| William Tyson                     | Szörfvitorlázás | (43,0) | 37,0  | 34,0  | 35,0  | 43,0   | 37,0  | 35,0   | 43,0  | 37,0  | 43,0  | 344,0    | 35.      |
| Ian Ainslie                       | Finn dingi      | 16,0   | 18,0  | 17,0  | 22,0  | 17,0   | 23,0  | (26,0) |       |       |       | 113,0    | 18.      |
| Martin Lambrecht Alec Lanham-Love | 470-es osztály  | 31,0   | 38,0  | 36,0  | 40,0  | (41,0) | 33,0  | 37,0   |       |       |       | 215,0    | 35.      |

Nyílt
| Versenyző                 | Versenyszám     | Futam  | Futam | Futam  | Futam | Futam | Futam | Futam | Pontszám | Helyezés |
| Versenyző                 | Versenyszám     | 1      | 2     | 3      | 4     | 5     | 6     | 7     | Pontszám | Helyezés |
| ------------------------- | --------------- | ------ | ----- | ------ | ----- | ----- | ----- | ----- | -------- | -------- |
| Eric Cook Geoff Stevens   | Tornádó         | (27,0) | 26,0  | 26,0   | 27,0  | 27,0  | 26,0  | 26,0  | 158,0    | 21.      |
| Dave Hudson David Kitchen | Repülő hollandi | 10,0   | 22,0  | (28,0) | 26,0  | 22,0  | 28,0  | 20,0  | 128,0    | 19.      |

| Versenyző                              | Versenyszám | Előfutam | Előfutam | Előfutam | Előfutam | Előfutam | Előfutam | Előfutam | Előfutam | Csoportkör | Csoportkör | Csoportkör | Csoportkör | Csoportkör | Csoportkör | Csoportkör | Kieséses szakasz | Kieséses szakasz | Helyezés |
| Versenyző                              | Versenyszám | 1        | 2        | 3        | 4        | 5        | 6        | Pont     | Hely.    |            |            |            |            |            | Pont       | Hely.      | Elődöntő         | Döntő            | Helyezés |
| -------------------------------------- | ----------- | -------- | -------- | -------- | -------- | -------- | -------- | -------- | -------- | ---------- | ---------- | ---------- | ---------- | ---------- | ---------- | ---------- | ---------------- | ---------------- | -------- |
| Dick Mayhew Bruce Savage Giles Stanley | Soling      | 19,0     | 14,0     | 21,0     | 18,0     | 13,0     | (26,0)   | 85,0     | 14.      | kiesett    | kiesett    | kiesett    | kiesett    | kiesett    | kiesett    | kiesett    | kiesett          | kiesett          | 14.      |

## Vívás
Férfi
| Versenyző             | Versenyszám       | Csoportkör | Csoportkör | Selejtező         | 32-es főtábla     | Egyenes ág a negyeddöntőért | Egyenes ág a negyeddöntőért | Vigaszág a negyeddöntőért | Vigaszág a negyeddöntőért | Vigaszág a negyeddöntőért | Vigaszág a negyeddöntőért | Negyeddöntő       | Elődöntő          | Döntő             | Helyezés |
| Versenyző             | Versenyszám       | Csoportkör | Csoportkör | Selejtező         | 32-es főtábla     | 1. kör                      | 2. kör                      | 1. kör                    | 2. kör                    | 3. kör                    | 4. kör                    | Negyeddöntő       | Elődöntő          | Döntő             | Helyezés |
| Versenyző             | Versenyszám       | Ellenfél Eredmény | Hely.      | Ellenfél Eredmény | Ellenfél Eredmény | Ellenfél Eredmény           | Ellenfél Eredmény           | Ellenfél Eredmény         | Ellenfél Eredmény         | Ellenfél Eredmény         | Ellenfél Eredmény         | Ellenfél Eredmény | Ellenfél Eredmény | Ellenfél Eredmény | Helyezés |
| --------------------- | ----------------- | --- | ---------- | ----------------- | ----------------- | --------------------------- | --------------------------- | ------------------------- | ------------------------- | ------------------------- | ------------------------- | ----------------- | ----------------- | ----------------- | -------- |
| Heinrich van Garderen | Tőr, egyéni       | 7. csoport · Stefano Cerioni (ITA) · 2-5 · Philippe Omnès (FRA) · 1-5 · Icsigatani Hiroki (JPN) · 1-5 · Busa István (HUN) · 4-5 · Andrés García (ESP) · 1-5 · Mísel Júszef (LIB) · 5-0                      | 6.         | kiesett           | kiesett           | kiesett                     | kiesett                     | kiesett                   | kiesett                   | kiesett                   | kiesett                   | kiesett           | kiesett           | kiesett           | 51.      |
| Dario Torrente        | Tőr, egyéni       | 4. csoport · Andrea Borella (ITA) · 0-5 · Piotr Kiełpikowski (POL) · 4-5 · Elvis Gregory (CUB) · 1-5 · Ramiro Bravo (ESP) · 0-5 · Vang Haj-pin (Wang Haibin) (CHN) · 1-5 · José Marcelo Álvarez (PAR) · 5-4 | 6.         | kiesett           | kiesett           | kiesett                     | kiesett                     | kiesett                   | kiesett                   | kiesett                   | kiesett                   | kiesett           | kiesett           | kiesett           | 54.*     |
| Heinrich van Garderen | Párbajtőr, egyéni | 8. csoport · Jean-Michel Henry (FRA) · 1-5 · Kim Jeong-Gwan (KOR) · 1-5 · Jean-Marc Chouinard (CAN) · 2-5 · André Kuhn (SUI) · 2-5 · Ulf Sandegren (SWE) · 4-5 · Sławomir Nawrocki (POL) · 1-5              | 7.         | kiesett           | kiesett           | kiesett                     | kiesett                     | kiesett                   | kiesett                   | kiesett                   | kiesett                   | kiesett           | kiesett           | kiesett           | 70.      |
| Trevor Strydom        | Párbajtőr, egyéni | 6. csoport · Elmar Borrmann (GER) · 3-5 · Olivier Lenglet (FRA) · 0-5 · I Szanggi (KOR) · 2-5 · Roman Ječmínek (TCH) · 2-5 · Scott Arnold (AUS) · 4-5 · Záhi el-Húri (LIB) · 3-5                            | 7.         | kiesett           | kiesett           | kiesett                     | kiesett                     | kiesett                   | kiesett                   | kiesett                   | kiesett                   | kiesett           | kiesett           | kiesett           | 69.      |
| Dario Torrente        | Párbajtőr, egyéni | 7. csoport · Sandro Cuomo (ITA) · 2-5 · Bogdan Nowosielski (CAN) · 1-5 · Fernando de la Peña (ESP) · 4-5 · Gabriel Pantelimon (ROU) · 2-5 · Hegedűs Ferenc (HUN) · 4-5 · Tanabe Norikazu (JPN) · 4-5        | 7.         | kiesett           | kiesett           | kiesett                     | kiesett                     | kiesett                   | kiesett                   | kiesett                   | kiesett                   | kiesett           | kiesett           | kiesett           | 67.      |
| Heinrich van Garderen | Kard, egyéni      | 7. csoport · Giovanni Scalzo (ITA) · 1-5 · Franck Ducheix (FRA) · 2-5 · Zíszisz Bambanászisz (GRE) · 1-5 · Heorhij Pohoszov (EUN) · 1-5 · Michael Lofton (USA) · 1-5 · Anthony Plourde (CAN) · 4-5          | 7.         | kiesett           | kiesett           | kiesett                     | kiesett                     | kiesett                   | kiesett                   | kiesett                   | kiesett                   | kiesett           | kiesett           | kiesett           | 42.      |
| Dario Torrente        | Kard, egyéni      | 6. csoport · Nébald György (HUN) · 1-5 · Marco Marin (ITA) · 1-5 · Grigorij Kirijenko (EUN) · 2-5 · Raúl Peinador (ESP) · 1-5 · Cseng Csao-kang (Zheng Zhaokang) (CHN) · 1-5 · Hasimoto Hirosi (JPN) · 5-4  | 6.         | kiesett           | kiesett           | kiesett                     | kiesett                     | kiesett                   | kiesett                   | kiesett                   | kiesett                   | kiesett           | kiesett           | kiesett           | 36.      |

Női
| Versenyző     | Versenyszám | Csoportkör | Csoportkör | Selejtező         | 32-es főtábla     | Egyenes ág a negyeddöntőért | Egyenes ág a negyeddöntőért | Vigaszág a negyeddöntőért | Vigaszág a negyeddöntőért | Vigaszág a negyeddöntőért | Vigaszág a negyeddöntőért | Negyeddöntő       | Elődöntő          | Döntő             | Helyezés |
| Versenyző     | Versenyszám | Csoportkör | Csoportkör | Selejtező         | 32-es főtábla     | 1. kör                      | 2. kör                      | 1. kör                    | 2. kör                    | 3. kör                    | 4. kör                    | Negyeddöntő       | Elődöntő          | Döntő             | Helyezés |
| Versenyző     | Versenyszám | Ellenfél Eredmény | Hely.      | Ellenfél Eredmény | Ellenfél Eredmény | Ellenfél Eredmény           | Ellenfél Eredmény           | Ellenfél Eredmény         | Ellenfél Eredmény         | Ellenfél Eredmény         | Ellenfél Eredmény         | Ellenfél Eredmény | Ellenfél Eredmény | Ellenfél Eredmény | Helyezés |
| ------------- | ----------- | --- | ---------- | ----------------- | ----------------- | --------------------------- | --------------------------- | ------------------------- | ------------------------- | ------------------------- | ------------------------- | ----------------- | ----------------- | ----------------- | -------- |
| Heidi Botha   | Tőr, egyéni | 1. csoport · Margherita Zalaffi (ITA) · 1-5 · Monika Maciejewska (POL) · 0-5 · Thalie Tremblay (CAN) · 3-5 · I Jeong-Suk (KOR) · 0-5 · Gisèle Meygret (FRA) · 1-5 · Takajanagi Júko (JPN) · 3-5                                                        | 7.         | kiesett           | kiesett           | kiesett                     | kiesett                     | kiesett                   | kiesett                   | kiesett                   | kiesett                   | kiesett           | kiesett           | kiesett           | 44.      |
| Rencia Nasson | Tőr, egyéni | 2. csoport · Sin Seong-Ja (KOR) · nincs adat · Francesca Bortolozzi (ITA) · nincs adat · Tatyjana Szadovszkaja (EUN) · nincs adat · Tamara Savić-Šotra (IOP) · nincs adat · Andrea Chiuchich (ARG) · nincs adat · Isabelle Spennato (FRA) · nincs adat | 7.         | kiesett           | kiesett           | kiesett                     | kiesett                     | kiesett                   | kiesett                   | kiesett                   | kiesett                   | kiesett           | kiesett           | kiesett           | 46.      |

* - egy másik versenyzővel azonos eredményt ért el